# Фрідріх Шульц
Карл Фрідріх Вільгельм Шульц (нім. Karl Friedrich Wilhelm Schulz; нар. 15 жовтня 1897, Неттков, нині Польща — пом. 30 листопада 1976, Фройденштадт) — німецький воєначальник часів Третього Рейху, генерал від інфантерії (1944) Вермахту. Кавалер Лицарського хреста з Дубовим листям та Мечами (1945).

## Біографія
Військова кар'єра
- 19 вересня 1914 — фанен-юнкер
- 26 червня 1916 — лейтенант
- 1 серпня 1925 — обер-лейтенант
- 1 листопада 1931 — гауптман
- 1 січня 1936 — майор
- 1 лютого 1939 — оберст-лейтенант
- 1 квітня 1941 — оберст
- 1 липня 1942 — генерал-майор
- 1 липня 1943 — генерал-лейтенант
- 1 квітня 1944 — генерал від інфантерії